# Coupe de France de cyclo-cross 2019
Navigation
2018 2020
La Coupe de France de cyclo-cross 2019 est la 37e édition de la Coupe de France de cyclo-cross (anciennement Challenge la France cycliste de cyclo-cross). Elle est composée de 3 manches. La première à La Mézière, le 13 octobre 2019, la deuxième à Andrezieux-Boutheon, le 3 novembre 2019 et la troisième à Bagnoles de l'Orne, le 15 décembre 2019.

## Hommes élites

### Résultats
| # | Date        | Lieu                | Vainqueur       | Deuxième      | Troisième       | Leader du classement général |
| - | ----------- | ------------------- | --------------- | ------------- | --------------- | ---------------------------- |
| 1 | 13 octobre  | La Mézière          | Antoine Benoist | Steve Chainel | Kevin Ledanois  | Antoine Benoist              |
| 2 | 3 novembre  | Andrezieux-Boutheon | Steve Chainel   | David Menut   | Matthieu Boulo  | Steve Chainel                |
| 3 | 15 décembre | Bagnoles de l'Orne  | David Menut     | Lucas Dubau   | Antoine Benoist | David Menut                  |

### Classement
|    | Coureur           | Équipe                                   | Points |
| -- | ----------------- | ---------------------------------------- | ------ |
| 1  | David Menut       | Creuse Oxygène Guéret                    | 126    |
| 2  | Steve Chainel     | Team Chazal Canyon                       | 125    |
| 3  | Matthieu Boulo    | Team Pays de Dinan                       | 116    |
| 4  | Joshua Dubau      | Peltrax-Club sportif de Dammarie-lès-Lys | 109    |
| 5  | Lucas Dubau       | Peltrax-Club sportif de Dammarie-lès-Lys | 108    |
| 6  | Yan Gras          | Team Chazal Canyon                       | 107    |
| 7  | Aloïs Falenta     | UC Gessienne                             | 105    |
| 8  | Valentin Guillaud | Team Vendée Pays de la Loire             | 103    |
| 9  | Arthur Tropardy   | USSA Pavilly Barentin                    | 98     |
| 10 | Florian Trigo     | Merida-Wallonie MTB Team                 | 98     |

## Femmes élites

### Résultats
| # | Date        | Lieu                | Vainqueur       | Deuxième      | Troisième           | Leader du classement général |
| - | ----------- | ------------------- | --------------- | ------------- | ------------------- | ---------------------------- |
| 1 | 13 octobre  | La Mézière          | Perrine Clauzel | Line Burquier | Amandine Fouquenet  | Perrine Clauzel              |
| 2 | 3 novembre  | Andrezieux-Boutheon | Olivia Onesti   | Marlène Petit | Lauriane Duraffourg | Olivia Onesti                |
| 3 | 15 décembre | Bagnoles de l'Orne  | Olivia Onesti   | Marlène Petit | Anaïs Morichon      | Olivia Onesti                |

### Classement
|    | Coureuse            | Équipe                          | Points |
| -- | ------------------- | ------------------------------- | ------ |
| 1  | Olivia Onesti       | Creuse Oxygène Guéret           | 128    |
| 2  | Marlène Petit       | Team Podiocom CC                | 121    |
| 3  | Lauriane Duraffourg | Vélo Club Ornans                | 114    |
| 4  | Anaïs Morichon      | Charente-Maritime Women Cycling | 113    |
| 5  | Amandine Fouquenet  | Team Chazal Canyon              | 112    |
| 6  | Marine Strappazzon  | Team Podiocom CC                | 106    |
| 7  | Audrey Menut        | Nouvelle Aquitaine              | 101    |
| 8  | Laura Porhel        | VS Quimperois                   | 88     |
| 9  | Léa Curinier        | Sunn Factory Racing             | 87     |
| 10 | Camille Devi        | Team Cross Safir Ganova         | 84     |

## Hommes espoirs

### Résultats
| # | Date        | Lieu                | Vainqueur       | Deuxième        | Troisième         | Leader du classement général |
| - | ----------- | ------------------- | --------------- | --------------- | ----------------- | ---------------------------- |
| 1 | 13 octobre  | La Mézière          | Jarno Bellens   | Mickaël Crispin | Joris Delbove     | Jarno Bellens                |
| 2 | 3 novembre  | Andrezieux-Boutheon | Mickaël Crispin | Almenzo Benoist | Quentin Navarro   | Mickaël Crispin              |
| 3 | 15 décembre | Bagnoles de l'Orne  | Mickaël Crispin | Seppe Rombouts  | Valentin Remondet | Mickaël Crispin              |

### Classement
|    | Coureur           | Équipe                    | Points |
| -- | ----------------- | ------------------------- | ------ |
| 1  | Mickaël Crispin   | Team Chazal Canyon        | 132    |
| 2  | Joris Delbove     | SCO Dijon                 | 113    |
| 3  | Maxime Gagnaire   | Vélo Club d'Ambérieu      | 109    |
| 4  | Quentin Navarro   | EC Baume les Dames        | 108    |
| 5  | Valentin Remondet | AS Bike CrossTeam         | 107    |
| 6  | Almenzo Benoist   | EC Quévenoise             | 106    |
| 7  | Victor Thomas     | Team Cross Safir Ganova   | 100    |
| 8  | Antoine Huby      | Vélo Club Pays de Loudéac | 96     |
| 9  | Hugo Jot          | Grand Est                 | 94     |
| 10 | Cyprien Gilles    | Côtes d'Armor Cycl.       | 79     |

## Hommes juniors

### Résultats
| # | Date        | Lieu                | Vainqueur    | Deuxième       | Troisième      | Leader du classement général |
| - | ----------- | ------------------- | ------------ | -------------- | -------------- | ---------------------------- |
| 1 | 13 octobre  | La Mézière          | Ugo Ananie   | Noé Castille   | Rémi Lelandais | Ugo Ananie                   |
| 2 | 3 novembre  | Andrezieux-Boutheon | Ugo Ananie   | Noé Castille   | Rémi Lelandais | Ugo Ananie                   |
| 3 | 15 décembre | Bagnoles de l'Orne  | Noé Castille | Baptiste Vadic | Ugo Ananie     | Ugo Ananie                   |

### Classement
|    | Coureur            | Équipe                     | Points |
| -- | ------------------ | -------------------------- | ------ |
| 1  | Ugo Ananie         | Flandre Lys Elite Cyclisme | 130    |
| 2  | Noé Castille       | CC Igny Palaiseau 91       | 129    |
| 3  | Rémi Lelandais     | V.C. Annemasse             | 115    |
| 4  | Baptiste Vadic     | Nouvelle Aquitaine         | 114    |
| 5  | Romain Grégoire    | Bourgogne Franche Comté    | 105    |
| 6  | Martin Groslambert | Vélo Club Ornans           | 103    |
| 7  | Paul Anchain       | Flandre Lys Elite Cyclisme | 97     |
| 8  | Timothé Gabriel    | Grand Est                  | 91     |
| 9  | Gabriel Bolgiani   | Vélo Club Pays de Loudéac  | 91     |
| 10 | Pierrick Burnet    | VTT Pays de Gavot          | 88     |